# Balanced scorecard
Balanced scorecard (BSC) este un concept care permite obiectivarea strategică echilibrată la nivelul unei întregi organizații sau a unei unități componente a acesteia. 
Caracterul echilibrat al Balanced Scorecard se bazează pe: 
- obiective financiare și non-financiare
- factori de influență interni și externi
- orizont de timp scurt și lung
- indicatori conducători (leading) și conduși (lagging)

Balanced Scorecard este un sistem de management al performanței organizațiilor care oferă managerilor superiori o perspectivă cuprinzătoare a activităților organizației pentru îndeplinirea obiectivelor asumate. Un „balanced scorecard” este un set de indicatori care oferă o imagine de ansamblu asupra performanțelor unei organizații. Indicatorii sunt grupați în patru „perspective” , folosind terminologia inițiatorilor BSC, Robert S. Kaplan și David P. Norton și anume:
- perspectiva satisfacției clienților;
- perspectiva proceselor interne;
- perspectiva inovării și învățării;
- perspectiva măsurilor financiare.

Sistemul Balanced Scorecard permite să se planifice și să se monitorizeze îmbunătățirile introduse în domeniile cele mai importante pentru succesul organizației.
Balanced Scorecard este, în același timp, o metodologie de implementare a unui sistem ciclic de definire a obiectivelor strategice pe baza relațiilor cauzale dintre procesele organizației, de aliniere organizaționala și cascadare a obiectivelor pâna la nivel de angajat, de execuție a strategiei pe baza inițiativelor strategice finanțate prin StratEx și de închidere a buclei de management, pe baza măsurării, invățării, testării schimbărilor și adaptării obiectivelor strategice. 
În cele din urmă, Balanced Scorecard este un sistem de management și optimizare a execuției strategiei unei organizații, care-i permit obținerea unei creșteri accelerate în performanța operațională și atingerea obiectivelor strategice definite. Execuția sistemului BSC necesită și instrumente informatice consistente, colaborative, analitice și adaptive, integrabile cu celelalte sisteme ale organizației.

## Procedura de aplicare
Se pot formula proceduri întrucâtva diferite pentru managerii superiori și pentru fiecare nivel al organizației.
I. Pentru managerii superiori
1. Se stabilește prin consens viziunea și strategia organizației. Viziunea strategică a organizației reprezintă o stare ideală proiectată în viitor de către managerii de vârf și care configurează o dezvoltare dezirabilă a organizației în viitor. Viziunea creată trebuie să ia în considerare posibilitățile organizației de a se dezvolta pentru transformarea viziunii asumate în realitate.
2. Se analizează ce relevanță are pentru organizație fiecare din cele patru perspective:
- satisfacția clienților;
- procesele interne;
- inovarea și învățarea, în vederea îmbunătățirii continue;
- măsurile financiare.

3. Pentru fiecare perspectivă se aleg maximum 5 indicatori care ar releva progresul pentru îndeplinirea strategiei organizației.
4. Se aleg obiective pentru fiecare indicator, care, dacă sunt realizate,vor aduce organizația mai aproape de viziunea sa de excelență.
II. Pentru fiecare nivel al organizației și fiecare angajat:
1. Se analizează scorecard-ul pentru organizează și pentru unitatea funcțională a organizației;
2. În cadrul fiecărei „perspective” (din cele patru menționate) se aleg 5 indicatori pentru unitatea luată în considerare, care să indice contribuțiile la obiectivele organizației.
3. Se aleg niveluri ridicate pentru indicatorii respectivi. Acestea devin balanced scorecard-ul unității luate în considerare.
Inițiat cu aproape 20 ani în urmă de Robert Kaplan și David Norton (și dezvoltat în continuare de colectivul lor de la Palladium Group), Balanced Scorecard este adoptat de către mii de firme din lumea intreagă, care îl folosesc cu succes pentru accelerarea optimizării operaționale a activității lor, ajungând la ceea ce Kaplan și Norton numesc: "Beneficiul Execuției" ("The Execution Premium"). Cele mai meritorii dintre implementările BSC se adaugă an de an în "The Hall of Fame", alături de cele realizate la Hilton, Infosys, Ingersoll Rand, Kraft Food, Merck, Lockheed Martin, Marriott, Motorola, Ricoh, Saatchi & Saatchi, Siemens, Cisco, Skandia, Statoil, UPS, US Department of Commerce, US Army, FBI, Royal Air Force și mulți alții.
Referințe referitoare la Balanced Scorecard, în limba Română:
1. Balanced Scorecard România
2. eBalancedScorecard.ro Arhivat în 25 noiembrie 2010, la Wayback Machine.
3. Blogul Balanced Scorecard România
4. Grupul Balanced Scorecard România - LinkedIn (2,300+ membri)
5. Grupul Balanced Scorecard Network (Romanian) - LinkedIn (180+ membri)
6. Blogul Balanced Scorecard în România Arhivat în 3 martie 2011, la Wayback Machine.
7. Grupul Balanced Scorecard în România - LinkedIn (150+ membri)